# Springer (orque)
Pour les articles homonymes, voir Springer.

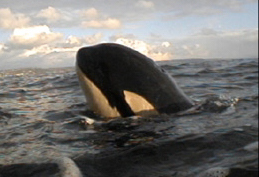
Springer.

Springer, née fin 1999 ou début 2000, aussi connue sous le nom scientifique A73, est une orque femelle.
Springer est issue d'un groupe d'orques qui fréquentent chaque été les eaux au large de l'île de Vancouver, en Colombie-Britannique. En 2002, Springer, est découverte émaciée et isolée loin du territoire de son groupe. Un vif débat public s'est engagé lorsque la National Marine Fisheries Service a décidé de capturer l'orque pour lui faire réintégrer le groupe. Le 12 juin 2002, Springer est ainsi capturée et déplacée vers un centre de Manchester, dans l'État de Washington. Après un traitement médicalisé, Springer est relâchée vers le détroit de Johnstone, elle réintègre son groupe, puis est revue plusieurs années de suite avec celui-ci.
Springer est ainsi devenue la première orque à réintégrer avec succès son groupe d'origine après une intervention humaine. En 2013, Springer est même observée avec un jeune orque, Spirit, faisant d'elle la première orque réintégrée ayant donné naissance.

## Galerie

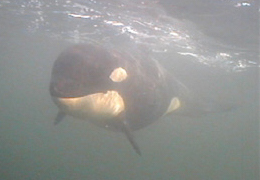
Springer.
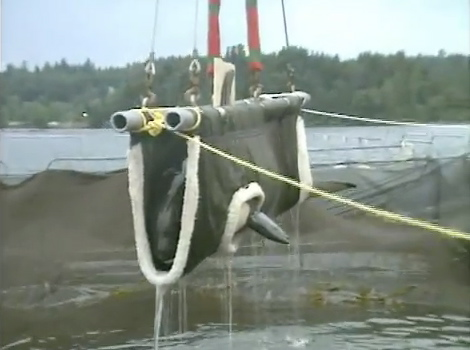
Springer déplacée à Manchester.
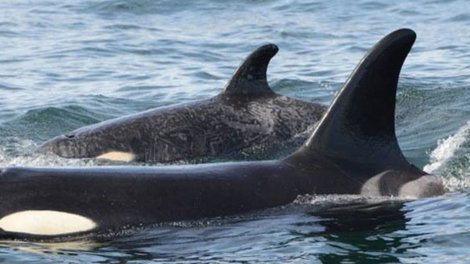
Springer avec un juvénile.